# Судовий устрій Галичини та Буковини у складі Австрії
У 1850 році на Галичині та Буковині створено: повітові, повітові колегіальні та крайові суди як суди першої інстанції (у результаті судової реформи в Австро-Угорщині відповідно до імператорського Патенту від 14 червня 1849 року, що було зумовлене реалюційними подіями в Європі «Весна народів» та необхідністю створення нової системи судів яка б скасувала «середньовічну» домініальну систему судів та відмови від станового підходу у здійсненні судочинства). Відтак в австрійській конституції 1849 р. проголошено однакову підсудність для всіх громадян Австрійської імперії.

## Третя судова інстанція
Найвищою судовою інстанцією для Австро-Угорщини став Верховний судовий і касаційний трибунал у Відні, який був третьою і останньою судовою інстанцією.

## Друга судова інстнація
На основі реорганізованого апеляційного суду в 1855 році у Львові почав діяти Вищий крайовий суд, компетенція якого поширювалася на Східну Галичину та Буковину.
Складовими вищого крайовиго суду були:
- президія;
- цивільний сенат;
- кримінальний сенат;
- дисциплінарний сенат для суддів та нотаріусів;
- дисциплінарна комісія для службовців суду;
- тюремна охорона.

В 1849—1850 роках при Вищому крайовому суді створено посаду генерального прокурора (з 1873 — старшого прокурора).
Компетенція Вищого крайового суду у Львові становила розгляд у другій і третій інстанціях справ, що вирішувалися повітовими, крайовими (окружними) судами та залишалася незмінною до 1918 року. Наявність Вищого крайового суду у Львові давала можливість використовувати українську мову в судах на терериторії його компетенції.

## Перша судова інстанція
Реформою в 1850 році було уторено 9 крайових судів та 218 повітових судів.  Подекуди функції повітових судів покладалися на повітові адміністрації. З часом повітові колегіальні суди — ліквідовано. В результаті колегіальними судами першої інстанції стали крайові суди, перейменовані на окружні.
За Законом від 1867 року відбулося відокремлення судових органів від адміністративних і знову запроваджено повітові суди. Назва «крайовий» збереглася тільки за судами у Львові та Чернівцях. Крайовий суд як перша інстанція розглядав цивільні справи (визнання особи померлою, встановлення прав, усиновлення, спадкові справи, опікунські справи) та кримінальні справи. Останні розглядалися тільки за участю присяжних засідателів, які виносили вердикт про вину, а суддя визначав лише міру покарання. 
Львівський крайовий суд складався з двох відділів: цивільного і кримінального. У 1896 році при ньому було утворено управління з ведення земельного кадастру. До структури суду також входили: 
- сенат з торгових справ,
- управління цивільно-судових депозитів,
- судова канцелярія, судова санітарна служба,
- управління грунтових книг,
- управління тюрем,
- священики,
- судові перекладачі, експерти-хіміки, землеміри, експертиза у справах преси і видавництва,
- нотаріуси та нотаріальна палата у Львові,
- адвокати та палата адвокатів у Львові.

Крайовий суд у Чернівцях за своїм статусом не відрізнявся від Львівського крайового суду.
В 1849—1850 роках при Крайових судах запроваджено посаду державного прокурора. В такому вигляді крайові суди проіснували до розпаду Австро-Угорщини у 1918 році.

## Стан судочинства до судової реформи 1849 року
У Галичині (після її включення до складу Австрійської імперії) деякий час продовжували діяли старі польські суди. У 1783 р. їх ліквідували, і з 1 січня 1784 р. почав працювати шляхетський суд у Львові, з 1787 р. – ще два у Станіславі і Тарнові. Ці станові шляхетські суди були судами першої інстанції. Вони розглядали спочатку всі цивільні та кримінальні справи шляхти. Однак 1787 р., після утворення окремих кримінальних судів, спільних для всіх станів (спочатку в усіх 19 циркулах, а пізніше – у Ряшеві, Львові, Самборі, Станіславі та Чернівцях), підсудність шляхетських судів було обмежено розглядом тільки цивільних справ шляхти. Шляхетські суди у Галичині та на Буковині проіснували до 1855 року. Судочинство у галицьких містах здійснювали магістрати, рішення і вироки яких можна було оскаржити до Львівського апеляційного суду. Крім цього, у містах діяли окремі єврейські (до 1785 р.), вірменські (до 1790 р.), гірничі, фінансові, вексельні та військові суди. Галицьких селян судили домініальні суди (фактично мандатори), але патент 20 жовтня 1772 р. заборонив виконувати винесені ними смертні вироки без згоди австрійського імператора.
Другою інстанцією для шляхетських та кримінальних судів на всій території Галичини і Буковини став Апеляційний суд у Львові.
Третьою інстанцією для судів була Верховна палата юстиції у Відні, у складі якої діяли німецький і чеський, а деякий час також галицький сенати (департаменти). У 1814 р. створено об’єднаний чесько-галицький сенат.